# 5454 Кодзікі
5454 Кодзікі (5454 Kojiki) — астероїд головного поясу, відкритий 12 березня 1977 року.
Тіссеранів параметр щодо Юпітера — 3,184.
Названо на честь старовинної японської книги Кодзікі (яп. こじき(古事記) кодзікі)